# Sabine-Gletscher
Der Sabine-Gletscher ist ein Gletscher an der Davis-Küste des Grahamlands auf der Antarktischen Halbinsel. Er mündet zwischen dem Kap Wennersgaard und dem Kap Kater in die Orléans-Straße.
Der britische Polarforscher Henry Foster benannte im Februar 1829 ein Objekt südöstlich des Kap Kater als Kap Sabine. Dieses vermeintliche Kap konnte jedoch nicht identifiziert werden. Daher übertrug das UK Antarctic Place-Names Committee am 23. September 1960 die Benennung auf den hier beschriebenen Gletscher. Namensgeber ist der irische Astronom und Geodät Edward Sabine (1788–1883), Mitglied des Planungskomitees für Fosters Antarktisfahrt mit der HMS Chanticleer im Jahr 1829.